# بروس ميلر
بروس ميلر (25 مايو 1957 فانكوفر كندا - ) هو لاعب كرة قدم كندي يلعب كمهاجم.
- بروس ميلر على موقع ناشيونال فوتبول تيمز (الإنجليزية)